# William Peel, 1. hrabě Peel
William Peel, 1. hrabě Peel (William Robert Wellesley Peel, 1st Earl Peel, 2nd Viscount Peel, 1st Viscount Clanfield) (7. ledna 1867, Londýn, Anglie – 28. září 1937, East Meon, Anglie) byl britský státník, vnuk premiéra Roberta Peela a syn předsedy Dolní sněmovny Arthura Peela. Jako člen Konzervativní strany byl od mládí aktivní v politice, později byl dvakrát ministrem pro Indii (1922–1924, 1928–1929). Jako dědic titulu vikomta byl od roku 1912 členem Sněmovny lordů, v roce 1929 získal titul hraběte.

## Životopis
Byl synem dlouholetého předsedy Dolní sněmovny Arthura Peela (1829–1912). Vystudoval v Oxfordu, poté působil v justici, uplatnil se také jako novinář a od roku 1900 byl členem městské rady v Londýně. V letech 1900–1906 a 1909–1912 byl členem Dolní sněmovny, v roce 1912 po otci zdědil titul vikomta a vstoupil do Sněmovny lordů (do té doby jako otcův dědic užíval titul vikomt Clanfield. Byl členem Konzervativní strany, uplatnil se v jejích vládách, stejně tak i v koaličních kabinetech, konzervativní politiku prosazoval i v regionálním měřítku (v letech 1914–1916 byl předsedou rady hrabství Londýn). Jako důstojník se zúčastnil první světové války, po válce začal zastávat vládní úřady. Byl parlamentním tajemníka ministerstva národních služeb (1918–1919) a státním podsekretářem války (1919–1921), od roku 1919 byl též členem Tajné rady. V letech 1921–1922 zastával funkce lorda kancléře vévodství lancasterského a ministra dopravy, poté byl státním sekretářem pro Indii (1922–1924 a 1928–1929), mezitím byl ministrem veřejných prací (1924–1928). V roce 1929 získal titul hraběte. Jako konzervativní předák ze Sněmovny lordů naposledy vstoupil do MacDonaldovy národní vlády jako lord strážce tajné pečeti, odstoupil ale již po dvou měsících (1931). Později stál v čele několika vládních komisí, poslední důležitou úlohu měl jako předseda vládní komise pro Palestinu (1936–1937).
Byl nositelem francouzského Řádu čestné legie, získal Řád britského impéria a Řád Indické říše, mimo jiné byl smírčím soudcem a zástupcem místodržitele v hrabství Bedford.
Jeho manželkou byla Eleanor Williamson (1872–1949), dcera úspěšného průmyslníka a politika 1. barona Ashtona. Dědicem titulů byl jediný syn Arthur Peel, 2. hrabě Peel (1901–1969), který byl lordem–místodržitelem v hrabství Lancashire a byl členem vedení společnosti Nairn and Williamson.